# 奇蹟論證
奇蹟論證是針對神的存在性所做的論證，其理據在於那些被目擊或描述為奇蹟的諸事件（像是那些無法被自然或科學法則所描述的事件），這些事件道出超自然力量的介入，亦稱與神之間的間隙。
奇蹟論證著名的例子之一是基督論證，此論證宣稱已有史料證據證明耶穌曾死而復生，這看來僅能以神的存在才能解釋。另一個例子則是古蘭經中有許多預言都以實現，同樣也只能是以神（阿拉）的存在才能解釋。
持此論點的擁護者包括C·S·路易斯、G·K·卻斯特頓及奧坎的威廉。

## 對此論證的批評
反對奇蹟論證的理據之一便是不一致啟示論證。此論證提出，多個不相容的奇蹟乃是來自不同的宗教所給出的證據，這意味著這些全都不正確。
另一個著名的反論證是奧坎剃刀，這項論證提出，對於那些可用自然法則詮釋的奇蹟，不必然需要由神來解釋。在奧坎的紀錄片萬惡之源？中，英國演化生物學家理查·道金斯在驗證發生於法國盧爾德的神蹟時，便運用到此法則。根據天主教神學所述，該區曾出現超自然療法，但道金斯對此神蹟表示懷疑，並表示這些有紀錄的療法所醫治的疾病，都有可能無需神的干預即可自行痊癒。
現代神學家仰賴十八世紀蘇格蘭哲學家大衛·休謨的論點，而休謨今日以其懷疑論和自然主義而聞名。休謨在提出任何主張前，先解釋了證據原則：評估兩項主張可信度的唯一方法，便是權衡證據。根據休謨的說法，由於奇蹟的證據是由一組有限實例組成，而現實世界中每個常態實例加總起來的證據數量，是要遠超奇蹟論證證據的總和。

## 延伸閱讀
- David Hume (ed. L. A. Selby-Bigge), An Enquiry Concerning Human Understanding, Oxford: Clarendon Press, 1902 (ISBN 978-0-19-824535-3).
- Richard Swinburne (ed.), Miracles, London: Collier Macmillan Publishers, 1989 (ISBN 0-02-418731-3).